# Hilți, Ciornuhî
Hilți (în ucraineană Гільці) este localitatea de reședință a comunei Hilți din raionul Ciornuhî, regiunea Poltava, Ucraina.

## Demografie
Componența lingvistică a localității Hilți
     Ucraineană (98,01%)
     Rusă (1,77%)
     Alte limbi (0,11%)
Conform recensământului din 2001, majoritatea populației localității Hilți era vorbitoare de ucraineană (98,01%), existând în minoritate și vorbitori de rusă (1,77%).